# Walter W. Magee

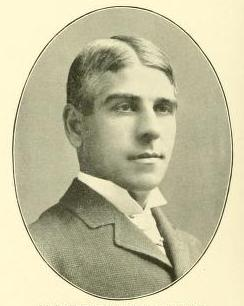
Walter W. Magee

 Walter Warren Magee (* 23. Mai 1861 in Groveland, Livingston County, New York; † 25. Mai 1927 in Syracuse, New York) war ein US-amerikanischer Politiker. Zwischen 1915 und 1927 vertrat er den Bundesstaat New York im US-Repräsentantenhaus.

## Werdegang
Walter Magee besuchte die öffentlichen Schulen seiner Heimat und die Geneseo State Normal School. Im Jahr 1885 absolvierte er die Phillips Exeter Academy in Exeter (New Hampshire). Anschließend studierte er bis 1889 an der Harvard University. Nach einem anschließenden Jurastudium und seiner 1891 erfolgten Zulassung als Rechtsanwalt begann er in Syracuse in diesem Beruf zu arbeiten. Gleichzeitig schlug er als Mitglied der Republikanischen Partei eine politische Laufbahn ein. In den Jahren 1892 und 1893 saß er im Bezirksrat des Onondaga County. Von 1904 bis 1914 gehörte er zu den Beratern der Stadt Syracuse.
Bei den Kongresswahlen des Jahres 1914 wurde Magee im 35. Wahlbezirk von New York in das US-Repräsentantenhaus in Washington, D.C. gewählt, wo er am 4. März 1915 die Nachfolge des Demokraten John R. Clancy antrat. Nach sechs Wiederwahlen konnte er bis zu seinem Tod am 25. Mai 1927 im Kongress verbleiben. In diese Zeit fiel der Erste Weltkrieg. Außerdem wurden in den Jahren 1919 und 1920 der 18. und der 19. Verfassungszusatz ratifiziert. Dabei ging es um das Verbot des Handels mit alkoholischen Getränken bzw. um die bundesweite Einführung des Frauenwahlrechts.